# Destruction tout bénef !
 (août 2015).
Si vous disposez d'ouvrages ou d'articles de référence ou si vous connaissez des sites web de qualité traitant du thème abordé ici, merci de compléter l'article en donnant les références utiles à sa vérifiabilité et en les liant à la section « Notes et références ».
Destruction tout bénef ! (Bid & Destroy) est une émission de téléréalité diffusée depuis 2012 sur la chaîne National Geographic Channel et en France depuis 2014 sur RMC Découverte.

## Concept
L'entreprise Danley Demolition démolit des bâtiments à des prix bien en-dessous de ceux de la concurrence. En contrepartie, l'entreprise peut récupérer tout ce qui est lucratif sur la propriété afin de compenser le manque à gagner.

## Émissions
| Saison | Saison | Épisodes | Début           | Fin             |
| ------ | ------ | -------- | --------------- | --------------- |
|        | 01     | 12       | 10 octobre 2012 | 7 novembre 2012 |

## Épisodes

### Saison 01 (2012)
Sauf indication contraire, les informations mentionnées dans cette section peuvent être confirmées par la base de données cinématographiques IMDb,  présente dans la section « Liens externes ».
1. Les trésors du lac (Lake House Riches)
2. Feu et fortune (House Fire to Fortune)
3. Tous au abris ! (The Cash Factory)
4. Le cimetière des toilettes (The Toilet Farm)
5. La maison hantée (Haunted House Treasures)
6. La muscle car (Muscle Car Mansion)
7. La cheminée (Home Run House)
8. Le mystère de la vieille ferme (Farm House Fortune)
9. Un défi aérien (Airplane Palace)
10. A vos risques et périls (Million Dollar Manor)
11. Retour à la fac (Campus Cash Cow)
12. Au poste (Cops, Robbers, & Rewards)

## L'entreprise Danley Demolition[1]
- Lee M. Danley: « Le patron »
- Brian Gurry : « L'associé »
- Rita M. Danley : « La gestionnaire global »
- Eric: « L'homme à tout faire »
- Kip : « Le conducteur de pelleteuse »